# Syvsøstregletsjer
De Syvsøstregletsjer (Deens: Syvsøstre Bræ) is een kleine gletsjer in Nationaal park Noordoost-Groenland in het oosten van Groenland. Het is een van de gletsjers die van het Renland afkomen, een ander is Edward Baileygletsjer. De gletsjer stroomt in westelijke en noordwestelijke richting en heeft haar gletsjertong in het Edvard Bay Dal waardoor een rivier stroomt. In noordoostelijke richting komt dit dal uit in het Nordvestfjord en in zuidwestelijke richting bij de Eielsongletsjer.
De Syvsøstregletsjer heeft een lengte van ongeveer drie kilometer.